# Maksimiljan Mohorič
Maksimiljan Mohorič, slovenski politik, * ?.
Med 20. marcem 1997 in 31. oktobrom 2000 je bil državni sekretar Republike Slovenije na Ministrstvu za kmetijstvo, gozdarstvo in prehrano Republike Slovenije.